# 包青天再起風雲
《包青天再起風雲》（英語：Justice Bao：The First Year），香港電視廣播有限公司拍攝製作的古裝懸疑查案電視劇，用阿萊艾美拉攝影機拍攝，由譚俊彥、胡定欣、曹永廉、張振朗及姚子羚領銜主演，編審關頌玲、鍾若詩、黃秉怡，監製莊偉建。
此劇講述青年包拯統領開封府屢破奇案並揭發遼國覬覦大宋陰謀的故事，為香港國際影視展17部推介劇集之一及2019無綫節目巡禮19部劇集之一，亦為2019年TVB Amazing Summer推介劇集之一。
因應新加坡第二大電信公司-Singtel宣布在2019年9月，TVB系列頻道加盟於此，此劇首次於佳樂台播放，由以往的星和視界旗下的HUB娛家戲劇台，同時，新加坡出現同時播放TVB劇集的頻道 （包括:HUB戲劇首選、HUB娛家戲劇台、佳樂台和星馬版翡翠台）

## 故事大綱
宋仁宗年間，包拯（譚俊彥飾）上任開封府尹，與幕僚公孫策、五品侍衛展昭、四捕快（王朝、馬漢、張龍、趙虎）合力打擊歪風。商人之女雲千羽能言善辯，得公孫策指點成為訟師；高昌婢女紀念念精通驗屍，二女同助開封七子屢破奇案。
然而，開封府內危機四伏。龐太師專橫霸道，多次加害包拯。包拯跟念念志趣相投，情愫漸生，卻發現其真正身分暗藏重大陰謀……千羽的父親雲中流心懷異志，更力指宋仁宗並非真龍天子！包拯面對最難審判的案件，到底會為社稷而埋沒良心，還是揭露真相？

## 演員表

### 開封府
| 演員   | 角色   | 暱稱／關係 |
| 譚俊彥 | 包 拯  | 包公、包青天、包大人、包黑子、拯／阿拯（阮初四專稱） 開封府尹 展昭、公孫策及雲千羽之好友 被賜婚高昌公主，後被逃婚 與紀念念互生情愫，最後為其夫 深愛紀念念                                                                             |
| 曹永廉 | 公孫策 | 老公、公孫先生、再世諸葛 開封府幕僚 包拯、展昭、紀念念之好友 雲千羽之師父兼未婚夫，於第29集取消婚約 云中流、寇珠之养未来女婿 赵恒、刘娥之未来女婿 庞藉、刘嫦之未来姨甥女婿 庞金枝之未来表姐夫 陈世美之未来表连襟 患有消渴症（糖尿病） |
| 胡定欣 | 雲千羽 | 千羽、雲姑娘、千羽姑娘、雲訟師 本名趙千羽 訟師 真正身份為大宋公主 趙恆、劉娥之女 包拯及展昭之好友 雲中流之養女，後反目 寇珠之前養女 湯曉晨之義姐，後為姑仔 公孫策之徒弟兼未婚妻，於第29集取消婚約 紀念念之死黨 參見大宋皇朝           |
| 張振朗 | 展 昭  | 展大俠、展護衛、御貓、南俠、五品昭 五品帶刀侍衛 展澎之弟 與王朝不和，後和好 包拯、雲千羽、紀念念、公孫策之好友 與湯曉晨有感情線，但最後分手 陳不凡之師兄                                                                              |
| 蔡國威 | 姜 耿  | 阿姜、阿耿、耿哥、耿耿 開封府管家 賽關索之未婚夫 於第25集於開封大街當眾被耶律基打死 |
| 張秀文 | 賽關索 | 索 「解語軒」妓女、摔角手 姜耿之未婚妻 於第25集於開封大街當眾被耶律基污辱 |
| 李 嘉  | 王 朝  | 死肥仔、朝哥、阿朝 四大護衛之一 與展昭不和，後和好 |
| 譚坤倫 | 馬 漢  | 漢哥、阿漢 四大護衛之一， |
| 李日昇 | 張 龍  | 龍哥、阿龍 四大護衛之一 |
| 黃耀英 | 趙 虎  | 虎哥、阿虎 四大護衛之一 |

### 大宋皇室
| 演員   | 角色   | 暱稱／關係 |
|        | 趙 恆  | 宋真宗 大宋第三任皇帝 趙銘之堂弟 趙元儼同父異母之三兄 劉娥、李宸妃之夫 劉嫦之姐夫 趙禎、雲千羽之父 云中流之堂叔 龐籍之連襟 龐金枝之姨丈 湯曉晨之老爺 公孙策之未来岳父 已去世 |
|        | 趙 銘  | 惠王 趙恒、趙元儼之堂兄 雲中流之父 趙禎、雲千羽之堂伯父 已去世 |
| 杜燕歌 | 趙元儼 | 八賢王、八王爺 趙恆同父異母之八弟 劉娥、李宸妃之小叔子 趙禎、雲千羽之八叔父 云中流之堂叔 湯曉晨之叔老爺 公孙策之未来叔岳父 |
| 呂 珊  | 劉 娥  | 章獻皇后 劉妃→劉太后 趙恆之妻 赵元俨之嫂子 劉嫦之姊 龐籍之大姨子 冒認趙禎之母，實為趙禎之養母，於第28集反目 雲千羽之母，三十年前為了當上皇后而拋棄之（公主換太子） 龐金枝之姨媽 云中流之堂婶 湯曉晨之繼家姑，對其不滿和有偏見，並針對其 公孙策之未来岳母 |
|        | 李 氏  | 章懿皇后 李妃→李太后（追封） 趙恆之妃 趙禎之母 湯曉晨之家姑 赵元俨之嫂子 云中流之堂婶 被劉娥所敵視並陷害 已去世 |
| 張頴康 | 趙 禎  | 宋仁宗 大宋第四任皇帝 趙恆、李妃之子 劉娥之養子， 於第28集反目 雲千羽同父異母之兄 龐籍、劉嫦名義上之姨甥子 龐金枝名義上之表哥 陈世美名义上之表大舅子 湯曉晨之夫 雲中流之堂弟，被其陷害 被懷疑並非真正龍裔血脈 |
| 傅嘉莉 | 湯曉晨 | 曉晨、曉晨姑娘、火鳳凰 湯答應→德妃→德貴妃（追封） 大宋德妃 趙禎之妃子 趙恆、李宸妃之媳婦 劉娥之繼媳婦，對其不滿和有偏見，因此被針對 雲千羽之義妹兼嫂子 於第28集慘遭不幸，疑似劉娥所為，實為雲中流所殺 |
| 胡定欣 | 雲千羽 | 千羽、雲姑娘、千羽姑娘、雲訟師 本姓趙 大宋公主 趙恆、刘娥之親女 趙禎同父異母之妹 赵元俨之侄女 包拯、展昭之好友 雲中流之養女，後反目，實為其堂妹 寇珠之養女 湯曉晨之義姐兼姑仔 龐籍、劉嫦之姨甥女 龐金枝之表姐 陈世美之表大姨子 公孫策之徒弟兼未婚妻，於第29集取消婚約 紀念念之死黨 於第28集得知其親母乃當今太后 於第29集發現自己真正身份 於第30集回復公主身份，並被嫁往西夏以和親，但被嫁往西夏時遇險，實為皇帝特意安排，但最後再會公孫策後以短劍暗示自己乃弒父兇手，並疑似失蹤 於第30集以包拯處事公正不阿的象徵展現於紅繩幻境中 |

### 遼國勢力
| 演員   | 角色   | 暱稱／關係 |
| 鄭恕峰 | 耶律基 | 遼國使者 於第25集於開封大街當眾污辱賽關索和打死姜耿 於第26集被榮通泰及朱達榮用火藥威脅其簽下和約 |
| 張國強 | 雲中流 | 本劇終極大反派 雲老闆 本名趙元濟，為先帝之堂兄惠王趙銘之子 「萬卷齋」書坊老闆 「萬報」 出版者 實為遼國间谍首領，水玲瓏、紀念念之上司 真正目的是取代當今皇帝之位 赵恒、劉娥、李宸妃、赵元俨之堂侄子 赵祯之堂兄，并陷害其 雲千羽之養父，並利用之，後反目，實為其堂兄 湯曉晨之養父，並利用之，實為其堂大伯子 孟品香之好友，並利用之 公孫策之養未來岳父 水玲瓏之情人 於第27集為了保護自己而刺死水玲瓏，將其滅囗 於第28集恢復其皇族身份，並因真龍裔之事而派殺手殺死湯曉晨及寇珠以滅口，但最後自己卻親手殺死湯曉晨 於第29集綁架包拯父母，以要脅其放他上船並謀反大宋，但於第30集叛逆圖謀事敗，殺死包拯父母，並為避免包拯押回其審訊而從塔樓躍下欲逃走，但最终被蒙面人刺死以滅口，劇情暗示為雲千羽所殺 |
| 陳自瑤 | 水玲瓏 | 水老闆、玲瓏、玲瓏姑娘 「解語軒」妓院老闆娘，實為遼國間諜 龐籍之情婦，實為遼國計劃之一 紀念念之上司 雲中流之情人 於第24集「解語軒」遭人縱火而假扮燒死，實為其派人放火，以毀滅間諜罪證 於第27集欲刺殺雲中流，反而最終被其刺死以滅口 （特別演出） |
| 姚子羚 | 紀念念 | 念念、念念姑娘 本名柳若佟 驗屍官，實為水玲瓏及雲中流手下及遼國間諜 雙面間諜，後喜歡包拯 高昌之侍女，實為頂包 展昭、公孫策之好友，後反目 與包拯互生情愫，最後為其妻 雲千羽之死黨 於第18集為包拯擋刀 於第23集被雲千羽發現真實身分為遼國間諜 於第23集身中五蠶蠱毒，已經命不久矣 於第26集脅持榮通泰，後不想為了讓包拯負累的而自殺身亡 於第30集以包拯眷戀兒女私情的象徵展現於紅繩幻境中 |
| 陳榮峻 | 阿 東  | 「解語軒」管家，實為遼國細作 於第24集被人放火於「解語軒」內而燒死 |

### 雲家
| 演員   | 角色   | 暱稱／關係 |
| 吳香倫 | 寇 珠  | 孟品香 章懿皇后之近身待婢 雲中流之好友，被其利用 雲千羽之前養母 公孙策之养未来岳母 |
| 胡定欣 | 雲千羽 | 千羽、雲姑娘、千羽姑娘、雲訟師 訟師 雲中流、寇珠之養女 湯曉晨之義姐 公孫策之徒弟兼未婚妻 參見大宋皇室 |
| 傅嘉莉 | 湯曉晨 | 曉晨、曉晨姑娘、火鳳凰、湯德妃 摔角手 雲中流之養女 雲千羽之義妹 與鐵飛揚有婚約，後被解除婚約 與展昭、趙禎有感情線，後被趙禎封為德妃，並與展昭分手 於第28集慘遭殺害，懷疑是劉娥所為，實為雲中流所為 參見大宋皇室 |

### 萬卷齋
| 演員   | 角色   | 暱稱／關係                                                                                               |
| 胡定欣 | 雲千羽 | 千羽、雲姑娘、千羽姑娘、雲訟師 訟師 雲中流、寇珠之養女，实为云中流之堂妹 湯曉晨之義姐兼姑仔 參見大宋皇室 |
| 傅嘉莉 | 湯曉晨 | 曉晨、曉晨姑娘、火鳳凰、湯德妃 摔角手 雲中流之養女兼堂弟妇 雲千羽之義妹兼嫂子 參見大宋皇室               |
| 盧偉文 | 李小虎 | 李小菊之兄                                                                                               |
| 丁樂鍶 | 李小菊 | 李小虎之妹 雲千羽之助手                                                                                  |

### 太師府
| 演員   | 角色   | 暱稱／關係 |
| 李成昌 | 龐 籍  | 龐太師 太師府太師 大宋丞相 六部首輔 劉嫦之夫，後反目 趙元儼之情敵 談懷谷之前夫 水玲瓏之情夫，但被其利用 劉娥之妹夫，後反目 龐金枝之父 趙禎之繼姨丈 趙恆之连襟 雲千羽之親姨丈 湯曉晨之继姨老爺 公孙策之未来姨岳父 與包拯不和 於第27集殺害劉太妃一事被揭發後，被劉娥審問，最後因用劉娥醜事威脅其，而將其棄於野外，後被雲中流救回並與其合作 於第29集突然出現並講出重要的證詞 |
| 楊玉梅 | 劉 嫦  | 太師夫人 劉娥之妹 龐籍之第二任妻子，後反目 談懷谷之情敵 趙恆之小姨子 趙禎之繼姨 雲千羽之親姨 湯曉晨之继姨奶奶 公孙策之未来姨岳母 龐金枝之母 鄙視包拯一視同仁的作風 於第24集在混亂之間被龐籍弄至昏迷，最後被水玲瓏趁機用銀針殺害 於第27集遭棄屍於開封府外 |
| 湯洛雯 | 龐金枝 | 龐籍、劉嫦之女 趙恆、劉娥之姨甥女 趙禎之繼表妹 雲千羽之親表妹 湯曉晨之繼表姑仔 公孙策之未来表姨仔 陳世美之第二任妻子（重婚），懷有其骨肉 於第15集被陳世美脅持，被其打中腹部後因厥心痛而死 （特別演出） |
| 煒 烈  | 管 正  | 龐籍之管家 |

### 單元案件

#### 花蝴蝶（第1-2集）
| 演員   | 角色     | 暱稱／關係 |
| 吳家樂 | 杜 江    | 木匠 杜海之孿生哥哥 半年前與杜海爭執期間被其誤殺                                                                               |
| 吳家樂 | 杜 海    | 花蝴蝶 採花賊 杜江之孿生弟弟 殺死展澎 與杜江爭執期間誤殺其，後因太壓抑自己而患上離魂症，在特定時間下會變成杜江 於第2集被判斬首 |
| 蔡國慶 | 高昌王   | 高昌公主之父王 |
| 馮素波 | 高昌王后 | 高昌公主之母后 |
| 吳沚默 | 高昌公主 | 高昌王之女 被賜婚包拯，後拒婚                                                                                                  |
| 郭子豪 | 展 澎    | 展昭之兄 于7年前被杜海殺死 |

#### 色字頭上一把刀（第2-5集）
| 演員   | 角色   | 暱稱／關係                                                       |
| 張穎康 | 趙 禎  | 大宋皇帝 參見大宋皇室                                            |
| 傅嘉莉 | 湯曉晨 | 曉晨姑娘、火鳳凰 摔角手 參見大宋皇室                             |
| 莫家淦 | 王少山 | 王員外 員外 於第2集被鐵荷花殺害                                  |
| 文雅   | 鐵荷花 | 「解語軒」妓女 信州人士 本名黃凌珊 殺害王少山之真兇，於第5集被捕 |
| 李 岡  | 馬之道 | 馬訟師 訟師 雲中流之友人 替雲中流涉嫌謀殺王員外案辯護            |
| 張國強 | 雲中流 | 雲老闆 「萬卷齋」書坊老闆 參見辽国势力                           |
| 陳自瑤 | 水玲瓏 | 水老闆、玲瓏、玲瓏姑娘 「解語軒」老闆 參見辽国势力               |
| 陳榮峻 | 東     | 阿東 「解語軒」管家 參見辽国势力                                 |
| 李美慧 | 柳如嫣 | 如嫣 「解語軒」名妓 曾被水玲瓏利用                               |
| 張秀文 | 賽關索 | 索 「解語軒」妓女、摔角手 參見開封府                             |
| 小 寶  | 囂三娘 | 三娘 「解語軒」妓女、摔角手                                      |
| 曾 敏  | 石中玉 | 阿玉 「解語軒」妓女、摔角手                                      |
| 陳婉婷 | 赤炎炎 | 炎炎 「解語軒」妓女、摔角手                                      |
| 趙璧渝 | 俏艷紅 | 艷紅 「解語軒」妓女、摔角手                                      |
| 張雪瑩 | 金 蓮  | 阿蓮 「解語軒」妓女、摔角手                                      |
| 葉蒨文 | 陸翡翠 | 翡翠 「解語軒」妓女、摔角手                                      |
| 程 皓  | 蘇菁菁 | 菁菁 「解語軒」妓女、摔角手                                      |
| 孟希璘 |        |                                                                  |
| 黃凱琪 |        |                                                                  |
| 彭翔翎 |        |                                                                  |
| 胡美貽 |        |                                                                  |
| 招浩明 | 明     | 幻術師                                                           |
| 易智遠 | 九     |                                                                  |
| 周嘉全 |        | 「解語軒」護院                                                   |
| 吳天佑 |        | 「解語軒」護院                                                   |

#### 夜半鬼敲盤（第6-10集）
| 演員   | 角色     | 暱稱／關係 |
| 譚凱琪 | 沈 青    | 沈姑娘 桑東鎮之遺孀 桑東城之大嫂，有亂倫關係 嬋之孫媳婦，並被其針對 殺死梁守忠、桑東鎮 於第10集被包拯用狗頭鍘處斬 （特別演出） |
| 楊詩敏 | 阮初四   | 玉鳳姑娘 飛燕幫山賊 為避曹豹追殺而冒充張玉鳳 遇見張玉鳳，在其死後將其火化後將骨灰送到開封府給包拯                              |
| 梁舜燕 | 嬋       | 太安人 沈青之祖家姑，並針對其 桑東鎮、桑東城之祖母                                                                             |
| 張彥博 | 桑東城   | 桑東鎮之弟 沈青之叔仔，有亂倫關係 嬋之孫 於第10集剃頭出家                                                                      |
| 張嘉琪 | 張玉鳳   | |
| 陳竹音 | 東瀛魔女 | 東瀛武林高手，挑戰中土武林，無人能敵                                                                                           |

#### 郎心如鐵（第11-15集）
| 演員   | 角色     | 暱稱／關係 |
| 李成昌 | 龐 籍    | 參見太師府 |
| 楊玉梅 | 劉 嫦    | 參見太師府 |
| 湯洛雯 | 龐金枝   | 參見太師府 |
| 黃子恆 | 陳世美   | 陳大人 本名陳二牛 駙馬府狀元 拋妻棄子 秦香蓮之夫，後拋棄其並與龐金枝結婚 陳祖蔭之父 龐金枝之夫（重婚） 庞藉、刘嫦之女婿 赵恒、刘娥之姨甥女婿 赵祯之继表妹夫 云千羽之表妹夫 汤晓晨之继表姑爷 公孙策之未来表连襟 於第12集企圖派人殺死秦香蓮與陳祖蔭，後於第13集失敗 於第13集派人捉走陳祖蔭藉此要脅秦香蓮 於第15集被包拯用狗頭鍘處斬 （特別演出） |
| 龔嘉欣 | 秦香蓮   | 香蓮姑娘 陳世美之第一任妻子，後被其拋棄 陳祖蔭之母 簡素秋之表妹 於第15集假裝失心瘋，逼使陳世美講出其本名陳二牛，並令開封府等人將其緝捕歸案，最後帶陳祖蔭回鄉 （特別演出） |
| 李綺雯 | 簡素秋   | 「慶豊年」年畫店老闆娘 秦香蓮之表姐 於第14集為救秦香蓮而被陳世美派來的殺手殺死 |
| 楊浩天 | 陳祖蔭   | 陳世美、秦香蓮之子 因首次大病而無法說話 於第15集恢復說話 |
| 陳竹音 | 東瀛魔女 | 東瀛來的武林高手，嘲大宋無能人，終被曉晨打敗 |

#### 樓蘭傳說（第15-18、30集）
| 演員   | 角色   | 暱稱／關係 |
| 陳凱琳 | 伏 蘭  | 樓蘭公主 原名伏色喀思蘭 樓蘭皇族後人 高齡童顏，80歲，因不停服用永生花令容貌保持青春 30年前曾拯救困在樹上的公孫策，被其認出 角色影射：伏色摩那 於第15集被藍血人襲擊 於第16集被帶回開封府調查 於第17集因製造藍毒藥被包拯用樓蘭法例燒死及斬死其，但實際上是丘真達製造，而包拯卻做了手腳拯救其 於第18集與胡洵被捕，後來逃獄，重回樓蘭國度，但間接令包拯懷疑公孫策放走了其，並令他們的關係破裂 （特別演出） |
| 胡諾言 | 丘真達 | 煉丹師 伏蘭之手下，背叛伏蘭 於第17集向樓蘭人服毒，但於第18集樓蘭人攻擊其但被展昭救回並告訴公孫策及雲千羽被捕的地方，但被龐籍手下中箭，後為了不讓包拯等人知道真相而自殺 角色影射：真達 |
| 何廣沛 | 爾塔洛 | 伏蘭之夫，因遇溺昏迷多時 後被丘真達毒殺 （特別演出） |
| 袁鎮業 | 胡 洵  | 樓蘭族人 於第17集向雲千羽服毒，但公孫策卻為雲千羽而自己服毒 於第18集與伏蘭被捕，後鬆了綁企圖刺殺包拯，但被紀念念擋了刀，而其被燒死 角色影射：胡員吒 |
| 郭千瑜 | 彭希利 | 希利公主 伏蘭之近身侍婢 角色影射：馬希利 |
|        | 依 蘭  | 占卜師 第30集結尾出現 |

#### 逆天奇案（第19-21集）
| 演員   | 角色   | 暱稱／關係 |
| 謝雪心 | 談懷谷 | 著名神醫 患有遺傳關格症，一生求死 多年前目睹談順天含冤而受牢獄之苦，但龐籍當年又不幫其洗脱冤獄，所以與龐籍分離，因此非常憎恨負心漢 談順天之女 牛雄之師傅 八王爺之情人，曾與其兩情相悦 龐籍之前妻 劉嫦之情敵 於第19集因不想陳不凡再受痛苦而將鴆毒賣給陳松柏藉此毒死陳不凡，並押回開封府受審 於第20集幫忙診治及醫治大部分患病的開封民眾 於第21集被押回開封府受審及被包拯用狗頭鍘處斬 |
| 陳嘉輝 | 陳永昌 | 工部尚書 陳松柏之長子 陳永濤之兄 范文端之夫 陳不凡之養父兼伯父 於數年前爆炸事件陷害榮通泰 於第19集因談懷谷涉嫌將鴆毒賣給陳松柏而以致陳不凡被毒死，因此被邀請到開封府接受調查，加上其弟陳永濤涉嫌以空心磚建造房子被捕，但實際上是為自己負責，而空心磚是其建造 於第21集被展昭等五劍俠逮捕幾際，紀念念等遼國黑衣人卻俘虜其，並被其問到關於火鳥草圖的消息                                |
| 羅天宇 | 牛 雄  | 談懷谷之徒弟 於第20集受龐藉唆擺及指使，為求一心想幫其師談懷谷洗脱殺人罪，並故意於開封大街水井內的井水中放入病灶，令大部分開封民眾患病或致死 於第21集被押回開封府受審及被包拯用狗頭鍘處斬 |
| 余子明 | 陳松柏 | 開封地主 陳永昌、陳永濤之父 陳不凡之祖父 |
| 樊亦敏 | 文端   | 陳永昌之妻 陳不凡之母 於第21集自殺身亡 |
| 盧峻峯 | 陳永濤 | 工部作頭 陳松柏之幼子 陳永昌之弟 陳不凡之生父 於第19集涉嫌以空心磚建造房子被捕，但實際上是其兄陳永昌建造，而其是為陳永昌負責這件事 |
| 吳卓衡 | 陳不凡 | 陳松柏之孫 陳永濤、范文端之子 展昭之師弟 數年前因被4個黑衣人偷襲，自衛時跌倒導致頸骨斷裂和被黑衣人打斷手腳而全身癱瘓 於第19集自願被陳松柏用鴆毒毒死 |

#### 天火焚城（第22-26集）
| 演員   | 角色   | 暱稱／關係 |
| 羅樂林 | 榮通泰 | 阿泰、牛大叔、霖伯 通緝犯 火藥家 陳秀霞之夫 朱達榮之父，被其憎恨，後和好 於第24集為保護陳秀霞及朱達榮倆母子而被包拯拘捕 於第25集被朱達榮劫獄救回 於第26集與朱達榮利用火風箏及火槍威脅耶律基簽下和約，及後倆父子因研製火藥有功被宋仁宗指示其駐守火炮隊，任命前與陳秀霞及朱達榮一家人到杭州休假，但途中被紀念念襲擊及脅持，最後被救回                                 |
| 文雪兒 | 陳秀霞 | 榮通泰之妻 朱達榮之母 憶夫成狂 於第26集與榮通泰與朱達榮一家人於任命前到杭州休假，但途中被紀念念襲擊 |
| 何遠東 | 朱達榮 | 榮仔、阿榮、紅花俠 榮通泰、陳秀霞之子 憎恨榮通泰，後和好 於第24集為逃避包拯拘捕而帶着陳秀霞離開，但令榮通泰被包拯拘捕 於第25集劫獄救回榮通泰，並威脅包拯叫宋仁宗處斬耶律基，否則便會轟炸整個汴京城 於第26集與榮通泰利用火風箏及火槍威脅耶律基簽下和約，及後倆父子因研製火藥有功被宋仁宗指示其駐守火炮隊，任命前與陳秀霞及榮通泰一家人到杭州休假，但途中被紀念念襲擊 |
| 鄭恕峰 | 耶律基 | 遼國使者 參見遼國勢力 |

#### 狸貓換太子（第27-30集）
| 演員   | 角色   | 暱稱／關係                          |
|        | 趙 恆  | 參見大宋皇室                        |
| 呂 珊  | 劉 娥  | 參見大宋皇室                        |
|        | 李宸妃 | 參見大宋皇室                        |
| 張穎康 | 趙 禎  | 參見大宋皇室                        |
| 胡定欣 | 雲千羽 | 參見大宋皇室                        |
| 歐瑞偉 | 鐵飛揚 | 鐵將軍 與湯曉晨有婚約，後被解除婚約 |
| 杜燕歌 | 趙元儼 | 八賢王、八王爺 參見大宋皇室         |
| 鄧重謙 |        | 郭槐手下                            |
| 陳狄克 |        | 家丁                                |
| 莫偉文 |        | 大夫                                |
| 吳香倫 | 寇 珠  | 李宸妃之近身待婢 參見雲家           |

### 其他演員
| 演員   | 角色     | 暱稱／關係                                         |
| 魯振順 | 朱家慶   | 學者 「朱報」出版者 與雲中流不和，後和好 第3集登場 |
| 關梓陽 | 小金子   | 太監                                               |
| 袁文傑 | 周文進   | 新郎 雲千羽之舊情人（第1、19、30集）               |
| 梁雯蔚 | 媚       | 少女（第1、6集）                                   |
| 黎寬怡 | 綠       | 少女（第1、6集）                                   |
| 蘇逴殷 |          | 賓客（第5集）                                      |
| 林浩文 |          | 賓客（第5集）                                      |
| 鄒兆霆 |          | 賓客（第5集）                                      |
| 陳戩浩 |          | 賓客（第5集）                                      |
| 鄭雋熹 |          | 賓客（第5集）                                      |
| 吳天佑 |          | 賓客（第5集）                                      |
| 周嘉全 |          | 賓客（第5集）                                      |
| 張詩欣 | 桃       | （第6、13-15、22集）                               |
| 沈愛琳 | 柳       | （第6集）                                          |
| 沈愛琳 | 媚       | （第13、15集）                                     |
| 劉桂芳 | 何二姑   | （第9-10集）                                       |
| 李海生 |          | 大師（第10集）                                     |
| 曾慧雲 | 管夫人   | （第11-12集）                                      |
| 黃穎君 | 秀       | （第11集）                                         |
| 陳竹音 | 東瀛魔女 | 東瀛武林高手（第9及11集）                          |
| 簡家麒 | 龐令鐸   | 戶部尚書（第13-14集）                              |
| 謝可逸 |          | 藍血人（第15-16集）                                |
| 梁裕恆 |          | 衙差（第16、18集）                                 |
| 朱樂洺 |          | 衙差（第16、18集）                                 |
| 吳天佑 |          | 藍血人（第17集）                                   |
| 周嘉全 |          | 藍血人（第17集）                                   |
| 鄒兆霆 |          | 藍血人（第17集）                                   |
| 陳戩浩 |          | 藍血人（第17集）                                   |
| 霍健邦 | 程 歡    | （第19集）                                         |
| 魏惠文 | 何永光   | （第19集）                                         |
| 黃文意 |          | 宮女（第22、25集）                                 |
| 黃 欣  |          | 宮女（第23、25集）                                 |
| 朱斐斐 |          | 宮女（第25集）                                     |

## 收視
本劇於香港無綫電視翡翠台及myTV SUPER7日跨平台總收視之紀錄：
| 週次 | 集數  | 日期                  | 收視率 | 備註                                      |
| 1    | 1-5   | 2019年7月22日-7月26日 | 22點   | 星期一至五總收視21.9點                    |
| 2    | 6-10  | 2019年7月29日-8月2日  | 24點   | 星期一至五總收視23.9點                    |
| 3    | 11-15 | 2019年8月5日-8月9日   | 22點   | 星期一至五總收視22.1點                    |
| 4    | 16-20 | 2019年8月12日-8月16日 | 23點   | 星期一至五總收視23.2點 第17集總收視24.9點 |
| 5    | 21-25 | 2019年8月19日-8月23日 | 24點   | 星期一至五總收視23.9點 第21集總收視24.0點 |
| 6    | 26-30 | 2019年8月26日-8月30日 | 24點   | 星期一至五總收視 23.9點                   |
| 全劇 | 全劇  | 全劇                  | 23點   | 全劇總收視23.1點                          |

## 獎項

### 萬千星輝頒獎典禮2019
| 年份               | 獎項                 | 單位 | 結果 |
| ------------------ | -------------------- | ---- | ---- |
| 2019               |                      |      |      |
| 最佳劇集           | 包青天再起風雲       | 提名 |      |
| 最佳男主角         | 展昭（張振朗 飾）    | 提名 |      |
| 最佳男主角         | 包拯（譚俊彥 飾）    | 提名 |      |
| 最佳女主角         | 雲千羽（胡定欣 飾）  | 提名 |      |
| 最佳女主角         | 紀念念（姚子羚 飾）  | 提名 |      |
| 最受歡迎電視女角色 | 紀念念（姚子羚 飾）  | 提名 |      |
| 最佳女配角         | 湯曉晨（傅嘉莉 飾）  | 提名 |      |
| 最佳女配角         | 秦香蓮（龔嘉欣 飾）  | 提名 |      |
| 最受歡迎電視歌曲   | 明月（主唱：容祖兒） | 提名 |      |
| 飛躍進步男藝員     | 展昭（張振朗 飾）    | 獲獎 |      |

## 記事
- 2017年12月4日：此劇於12:30在將軍澳工業村駿才街77號電視廣播城十二廠舉行造型暨拜神記者會。[9][10]
- 2017年12月11日：此劇首日拍攝。
- 2018年3月6日：此劇廠景殺青。
- 2018年3月12日：譚俊彥，胡定欣，曹永廉，姚子羚，張振朗等，出發橫店影視城拍攝外景戲。
- 2018年3月19日：陳凱琳，張穎康，湯洛雯等出席香港國際影視展宣傳劇集。
- 2018年4月12日：此劇在橫店舉辦慰勞宴。
- 2018年4月30日：此劇浙江橫店外景殺青。
- 2018年5月1日：譚俊彥，胡定欣，曹永廉，姚子羚，張振朗等，出發吐魯番拍攝外景戲。
- 2018年5月11日：此劇新疆外景殺青。
- 2019年7月15日：此劇於15:00在將軍澳工業邨駿才街77號電視廣播城一廠舉行「戲勢逼人 青天再現」宣傳活動。
- 2019年8月2日：此劇於14:00在將軍澳唐德街3號香港九龍東皇冠假日酒店1樓宴會廳1舉行「武林中人 叱吒風雲」宣傳活動。
- 2019年8月15日：此劇於14:00在將軍澳電視廣播城一廠舉行「接班人 大招箅」宣傳活動。

## 軼事
- 此劇是2018無綫月曆之一。
- 此劇是莊偉建於無綫電視擔任監製的最後一部電視劇。
- 此劇監製莊偉建繼1995年《包青天》後相隔22年再次開拍；而1995年版本是由狄龍飾演。
- 此劇為亞洲電視版本繼的一系列《包青天》後相隔亦是同名再次開拍，此劇名稱為《包青天》，以及但與《包青天系列》沒有關連。
- 由「包拯」角色，此版本則是其兒子譚俊彥飾演。同時亦是監製莊偉建繼2013年《情逆三世緣》後第三次以包青天作為主題題材的電視劇。
- 此劇「展昭」原定由杨明飾演，但因要拍摄《兄弟》辭演，後改由張振朗飾演。
- 此劇「公孫策」原定由陳國邦飾演，傳言因其曾拍攝《身後事務所》，而被高層下禁令，後改由曹永廉飾演。[11]
- 此劇演員魯振順、羅樂林、梁舜燕、李成昌、蔡國慶與張國強等主演拍攝，曾參與1995年《包青天》演出。
- 此劇首播時段原安排播映《街坊財爺》 ，後於首播前約兩星期改為播映此劇，並成為2019年TVB Amazing Summer推介劇集之一。[12]
- 此劇為資深演員梁舜燕在8月13日宣告離世，生前最後一套播放其有份演出的劇集。
- 此劇結局被不少觀眾批評看不明白及「爛尾」，並出現多個未解疑團[13]，疑似為續集埋下伏線[14]。
- 此劇是胡定欣在無綫電視經理人合約中的最後一套作品，而陳凱琳但息影前最後一部的告別作，亦是為無綫電視藝員的最後一部電視劇集後便的告別作。

## 文化形象

### 野史
以明朝流傳下來“狸貓換太子”的故事，說宋真宗的德妃劉氏和宸妃李氏同時有孕，李宸妃先產下皇子，劉德妃妒忌，勾结李宸妃身邊内官，把一只剝了皮的狸貓換去皇子，真宗以為李宸妃產下怪胎，把李宸妃打入冷宫，將劉德妃生下的皇子立為儲君，並冊封劉德妃為皇后。另一種說法是劉德妃的皇子不幸夭折，於是劉德妃把李宸妃的兒子據為己有，宣稱李宸妃的兒子是自己的兒子，真宗照樣立她為后。

## 歷史考證
- 在北宋不應有辣椒。辣椒是1493年，哥倫布第二次橫渡美洲時，船上的醫生Diego Álvarez Chanca首次從墨西哥把辣椒帶入西班牙，並在1494年論說它的藥用效果。此時西班牙已將墨西哥收歸為殖民地，辣椒也隨著西班牙的貿易船隊流入其亞洲的殖民地菲律賓，辣椒再流入中國、印度和日韓等地。
- 此劇設於北宋時期，不應出現明朝李時珍編纂的本草綱目。
- 根據《鍘美案》記載，陳世美與秦香蓮應該育有一子冬哥，一女春妹，而不是劇中描述的只有一個兒子。
- 《鍘美案》中，陳世美的第二任妻子應該是宋朝公主，而不是龐籍之女。
- 遼國自耶律阿保機開國後，君主的稱號為皇帝或可汗，但劇中遼國人只稱其君主為「王」。
- 撇開《貍貓換太子》一故事，史實中，章獻皇后劉娥因一直未有所出，真宗為順利冊立其為后，因而當劉娥之侍女司寢李氏（即章懿皇后，仁宗之母）稱有仙人入夢之吉兆後臨幸之，將其所生之子充作劉娥之子。終劉氏一生，一直善待李氏，李氏更於臨終前封為一品宸妃，位列四妃之外以示特殊，李氏死後劉娥本來想以宮人禮把之葬在宮外，在宰相呂夷簡的力爭之下，劉娥以一品禮制把李氏下葬，呂夷簡更暗中使人把李氏的棺柩以水銀封存，一切在劉娥死後才大白於眾。
- 遼太祖於916年建國之時號稱「契丹」，至947年遼太宗稱帝改國號為「大遼」。但983年又復國號為「大契丹」，一直到1066年才由遼道宗改國號回「遼」。由此可見，終宋仁宗一朝（1022年-1063年），劇中的「遼國」應稱「大契丹國」。
- 「西夏」一國始於唐僖宗時代的夏州政權，當時夏州節度使拓跋思恭封夏國公賜姓李。到後來宋太宗時代，宋朝有意吞併夏州，但夏州統領李繼捧之族弟李繼遷（即夏太祖）不滿因而抗宋。事件最後發展至李繼遷被大契丹國於990年封為夏國王，到1038年夏景宗稱帝為止，西夏統領於宋朝方面也是國公地位，不可能稱其統領之子為「王子」，亦不會認為可以到西夏當「皇后」。
- 劇中的「西夏」於大結局中與宋朝聯盟對抗「遼國」，但於史實，「西夏」一直奉行「依遼和宋」的政策方針，接受遼朝之封誥而又稱藩於宋朝，因而才能於兩國之間得而存活發展，直至夏景宗於1038年脫離遼宋兩朝，自立為帝，而且於慶歷和議之前，夏景宗繼位後宋夏戰爭不斷。所以劇中「西夏」不會與宋朝聯合抗「遼」。
- 按照劇中交代，宋仁宗出生乃三十年前之事。但劇中章獻皇后劉娥仍在生，而史實上章獻皇后於宋仁宗23歲時崩逝，所以劇中時空出現矛盾（若仁宗已有三十多歲，即章獻皇后已崩；若章獻皇后在世，則仁宗只有不超過二十三歲之齡）。
- 宋仁宗並無後宮德妃湯氏，仁宗後宮只有（昭節貴妃）苗氏於仁宗一朝位至德妃，也一直活到宋哲宗年間的1086年。
- 於劇中湯曉晨口述，仁宗有後宮「寧妃」、「淑妃」、「寶妃」等等。先不談及仁宗並無後宮「寧妃」、「寶妃」，仁宗在生時更無後宮獲封「淑妃」。而且「妃」於宋朝並非位號，並不是任何字眼加於「妃」前便可成立（除非所謂「寶妃」、「寧妃」為寶氏及寧氏，但仁宗並無寶氏及寧氏妃嬪，而且既封後宮則應有位號，而非以姓氏加上妃號草草了事）。
- 劇中湯曉晨一進宮便被直接冊為正一品德妃實屬不正常，通常先封郡君再封五品才人或四品美人，鮮有快速晉封甚至立刻冊封德妃。
- 湯曉晨於劇中生前為德妃，死後被仁宗追冊貴妃。但於神位上卻顯示出「德貴妃」之地位，編劇顯然將「妃」當作位號，「德」當作個別封號，將湯曉晨地位由「德-妃」升至「德-貴妃」。但要知道於明朝之前唐朝之後，以「貴妃」、「淑妃」、「德妃」及「賢妃」為正一品妃嬪居多。雖貴妃居首，但名義上仍和「德妃」同一品秩，而且「德妃」乃一完整稱謂，並不會分開存在。「德妃」可追進為「淑妃」或「貴妃」，但絕不會成為「德貴妃」，只有於清朝被賜予「德」作為封號的妃嬪才會由「德妃」成為「德貴妃」，這是因為清朝後宮制度分了貴妃、妃兩級，並會賜予妃嬪帶有美好意義的字眼作為封號，「德妃」並不是一個獨立位號。所以於劇中的情況，應追為「某某貴妃」，該某某應為諡號。（但以當時情況，以湯曉晨後宮身分不可能獲得諡號。以仁宗晚年妃嬪董氏為例，董氏出身宮人，初封聞喜縣君，後來產女晉封才人，臨終急進充媛，死後追封婉儀、淑妃；仁宗打算定以諡號，但卻被司馬光所阻止，而原因則是以董氏出生寒微及古制妃妾沒有定上諡號的常例（古者婦人無諡，近制惟皇后有之。），更遑論湯曉晨出身平民、尚未產子以及身處仁宗早年的時空。）
- 於章獻皇后在世之時，仁宗應有皇后郭氏，就算章獻皇后死後亦有皇后曹氏，但劇中中宮虛位以待。
- 劇中雲中流稱自己真正身分為先帝（即真宗皇帝）之堂兄惠王趙銘之子（可以肯定為真宗皇帝的原因是八王爺趙元儼稱自己翻查族譜，確認雲中流是自己皇侄輩）。但宋朝並無惠王趙銘，而宋真宗堂兄只有宋太祖趙匡胤諸子：藤王趙德秀、燕懿王趙德昭、舒王趙德林、秦康惠王趙德芳及宋太祖四弟秦王趙廷美頭三子：高密郡王趙德恭、廣平郡王趙德隆、潁川郡王趙德彝（趙德彝或為堂弟），無一位封惠王。（宋太祖長兄趙匡濟、五弟趙光贊早逝無嗣，宋太宗之子宋真宗不稱堂兄。且史書並無記載宋太祖父趙弘殷有任何兄弟及對上祖先有任何旁支，所以不會有其他任何疏堂兄能封國王）。而當中宋太祖長子及三子早逝，次子趙德昭及幼子趙德芳於宋太宗時期皆被逼死，活至宋真宗一朝的堂兄就只有趙德恭、趙德隆及趙德彝，但三位皆為郡王無一爵封至國王，而且於真宗一朝皆得善終。而且「元」一字乃太宗奪位後為自己諸子所起的輩字，非太宗子不得以此字為名，侄輩也是如此，更何況雲中流身為太宗侄孫輩。雲中流本名「趙元濟」之概念應為以太宗諸子輩字「元」合以太祖太宗長兄趙匡濟之名「濟」而成。

## 外部連結
- 豆瓣电影上《包青天再起風雲》的資料 （简体中文）
- 《包青天再起風雲》新剧特搜1 - 廿五年傳承再創包公熱 - TVBUSA 官方網站 （页面存档备份，存于）
- 《包青天再起風雲》新剧特搜2 - 狄龍親授譚俊彥秘技 - TVBUSA 官方網站 （页面存档备份，存于）
- 《包青天再起風雲》 不一樣的包拯 繼續查奇案 （页面存档备份，存于）
- Gimy劇迷《包青天再起風雲》線上看

## 電視節目的變遷
| 香港 無綫電視翡翠台／ 澳門 TVB Anywhere翡翠台 星期一至五 20:30-21:30 | 香港 無綫電視翡翠台／ 澳門 TVB Anywhere翡翠台 星期一至五 20:30-21:30 | 香港 無綫電視翡翠台／ 澳門 TVB Anywhere翡翠台 星期一至五 20:30-21:30 |
| -------------------------------------------------------------------- | -------------------------------------------------------------------- | -------------------------------------------------------------------- |
|                                                                      | 包青天再起風雲 （2019.07.22 - 2019.08.30）                           |                                                                      |
| 好日子 （2019.06.24 - 2019.07.19）                                   | 街坊財爺 （2019.09.02 - 2019.10.04）                                 |                                                                      |

| 新加坡、 马来西亚 翡翠台 星期一至五 20:30-21:30 | 新加坡、 马来西亚 翡翠台 星期一至五 20:30-21:30 | 新加坡、 马来西亚 翡翠台 星期一至五 20:30-21:30 |
| ----------------------------------------------- | ----------------------------------------------- | ----------------------------------------------- |
|                                                 | 包青天再起風雲 （2019.07.22 - 2019.08.30）      |                                                 |
| 好日子 （2019.06.24 - 2019.07.19）              | 街坊財爺 （2019.09.02 - 2019.10.04）            |                                                 |

| 马来西亚 Astro AOD、Astro AOD HD 星期一至五 20:30-21:30 | 马来西亚 Astro AOD、Astro AOD HD 星期一至五 20:30-21:30 | 马来西亚 Astro AOD、Astro AOD HD 星期一至五 20:30-21:30 |
| ------------------------------------------------------- | ------------------------------------------------------- | ------------------------------------------------------- |
|                                                         | 包青天再起風雲 （2019.07.22 - 2019.08.30）              |                                                         |
| 好日子 （2019.06.24 - 2019.07.19）                      | 街坊財爺 （2019.09.02 - 2019.10.04）                    |                                                         |

| 新加坡 HUB戲劇首選 星期一至五 20:30-21:30 | 新加坡 HUB戲劇首選 星期一至五 20:30-21:30  | 新加坡 HUB戲劇首選 星期一至五 20:30-21:30 |
| ----------------------------------------- | ------------------------------------------ | ----------------------------------------- |
|                                           | 包青天再起風雲 （2019.07.22 - 2019.08.30） |                                           |
| 好日子 （2019.06.24 - 2019.07.19）        | 街坊財爺 （2019.09.02 - 2019.10.04）       |                                           |

| 澳洲 無綫翡翠台 星期二至六 20:30 - 21:30 | 澳洲 無綫翡翠台 星期二至六 20:30 - 21:30   | 澳洲 無綫翡翠台 星期二至六 20:30 - 21:30 |
| ---------------------------------------- | ------------------------------------------ | ---------------------------------------- |
|                                          | 包青天再起風雲 （2019.07.23 - 2019.08.31） |                                          |
| 好日子 （2019.06.25 - 2019.07.20）       | 街坊財爺 （2019.09.03 - 2019.10.05）       |                                          |

| 新加坡 佳乐台 9:00 热播剧时段 星期一至四 21:10-22:00 | 新加坡 佳乐台 9:00 热播剧时段 星期一至四 21:10-22:00 | 新加坡 佳乐台 9:00 热播剧时段 星期一至四 21:10-22:00 |
| ---------------------------------------------------- | ---------------------------------------------------- | ---------------------------------------------------- |
|                                                      | 包青天再起風雲 （2019年10月21日-2019年12月10日）     |                                                      |
| 俗女養成記 （2019年10月8日-2019年10月18日）          | 街坊財爺 （2019年12月11日-2020年1月15日）            |                                                      |

| Astro華麗台、Astro華麗台HD 星期一至五 21:30－22:30 時段 | Astro華麗台、Astro華麗台HD 星期一至五 21:30－22:30 時段 | Astro華麗台、Astro華麗台HD 星期一至五 21:30－22:30 時段 |
| ------------------------------------------------------- | ------------------------------------------------------- | ------------------------------------------------------- |
|                                                         | 包青天再起風雲 （2020-01-14－2020-02-25）               |                                                         |
| 白色強人 （2019-12-10－2020-01-13）                     | 婚姻合伙人 （2020-02-26－2020-03-24）                   |                                                         |

| 新加坡 HUB娛家戲劇台 每晚 19:00 - 20:00 | 新加坡 HUB娛家戲劇台 每晚 19:00 - 20:00    | 新加坡 HUB娛家戲劇台 每晚 19:00 - 20:00 |
| --------------------------------------- | ------------------------------------------ | --------------------------------------- |
|                                         | 包青天再起風雲 （2020-01-31 - 2020-02-29） |                                         |
| 烈火军校 （2019-12-14 - 2020-01-30）    | 街坊財爺 （2020-03-01 - 2020-03-25）       |                                         |

| 靖洋戲劇台 星期一至五 22:00-23:00  | 靖洋戲劇台 星期一至五 22:00-23:00           | 靖洋戲劇台 星期一至五 22:00-23:00 |
| ---------------------------------- | ------------------------------------------- | --------------------------------- |
|                                    | 包青天再起風雲 (2021年7月1日-2021年8月11日) |                                   |
| 鐵探 (2021年5月20日-2021年6月30日) | 十二傳說 (2021年8月12日-2021年9月15日)      |                                   |

| 香港、 马来西亚 TVB星河频道 星期一至五 19:00 - 21:00 （两集连播） | 香港、 马来西亚 TVB星河频道 星期一至五 19:00 - 21:00 （两集连播） | 香港、 马来西亚 TVB星河频道 星期一至五 19:00 - 21:00 （两集连播） |
| ----------------------------------------------------------------- | ----------------------------------------------------------------- | ----------------------------------------------------------------- |
|                                                                   | 包青天再起風雲 （2022年5月16日－2022年6月3日）                    |                                                                   |
| 好日子 （2022年5月2日 - 2022年5月13日）                           | 收规华 （2022年6月6日 - 2022年6月17日）                           |                                                                   |

| 新加坡 HUB都會台 星期一至五 17:00 - 18:00 | 新加坡 HUB都會台 星期一至五 17:00 - 18:00  | 新加坡 HUB都會台 星期一至五 17:00 - 18:00 |
| ----------------------------------------- | ------------------------------------------ | ----------------------------------------- |
|                                           | 包青天再起風雲 （2023-12-27 - 2024-02-06） |                                           |
| 金宵大厦 （2023-11-29 - 2023-12-26）      | —                                          |                                           |